# Tiger Woods PGA Tour
Tiger Woods PGA Tour è una serie di videogiochi di golf sponsorizzata dal giocatore professionista Tiger Woods. Il giocatore si impersona in un vero giocatore di golf e deve giocare tornei e partite per vincere vari premi. Nel gioco è possibile intraprendere direttamente la carriera di Tiger Woods e partecipare ai tornei più prestigiosi, con tutte le regole reali dei tornei golfistici, compreso lo svolgimento in quattro turni ed il superamento del "taglio"; o iniziare una propria carriera golfistica con un giocatore creato nei minimi dettagli, dal vestiario alle palline da utilizzare, grazie ad un editor specifico.
Il videogioco è disponibile per PlayStation, PC e altre piattaforme.

## Giochi della serie
| Titolo del gioco             | Anno di uscita | Piattaforma                                                                   |
| ---------------------------- | -------------- | ----------------------------------------------------------------------------- |
| PGA Tour Golf                | 1990           | MS-DOS, Sega Mega Drive, Amiga, macOS, SNES, Sega Master System, Game Gear    |
| PGA Tour Golf II             | 1992           | Sega Mega Drive, Game Gear                                                    |
| PGA Tour Golf III            | 1994           | Sega Mega Drive                                                               |
| PGA Tour 96                  | 1995           | PlayStation, Game Boy, 3DO, Sega Mega Drive, Game Gear, SNES                  |
| PGA Tour 97                  | 1996           | PlayStation, Sega Saturn                                                      |
| PGA Tour 98                  | 1997           | PlayStation                                                                   |
| Tiger Woods 99 PGA Tour Golf | 1998           | PC, PlayStation                                                               |
| Tiger Woods PGA Tour 2000    | 1999           | PC, PlayStation, Game Boy Color                                               |
| Tiger Woods PGA Tour 2001    | 2000           | PC, PS2, PlayStation                                                          |
| Tiger Woods PGA Tour 2002    | 2001           | PC, PS2                                                                       |
| Tiger Woods PGA Tour 2003    | 2002           | PC, Xbox, GameCube, PS2, Mac OS, Game Boy Advance (Tiger Woods PGA Tour Golf) |
| Tiger Woods PGA Tour 2004    | 2003           | PC, Xbox, GameCube, N-Gage, Game Boy Advance, PS2                             |
| Tiger Woods PGA Tour 2005    | 2004           | PC, Xbox, GameCube, Nintendo DS (Tiger Woods PGA Tour), PS2, Mac OS           |
| Tiger Woods PGA Tour 06      | 2005           | PC, GameCube, Xbox, Xbox 360, PS2, PSP                                        |
| Tiger Woods PGA Tour 07      | 2006           | PC, Wii, Xbox, Xbox 360, PS2, PSP, PS3                                        |
| Tiger Woods PGA Tour 08      | 2007           | PC, Wii, Xbox 360, PS3, PS2, Nintendo DS, PSP, macOS                          |
| Tiger Woods PGA Tour 09      | 2008           | Wii, Xbox 360, PS3, PS2, PSP                                                  |
| Tiger Woods PGA Tour 10      | 2009           | PSP, PS2, PS3, Wii, Xbox 360                                                  |
| Tiger Woods PGA Tour         | 2009           | iPhone OS                                                                     |
| Tiger Woods PGA Tour Online  | 2009           | PC, Mac, Browser                                                              |
| Tiger Woods PGA Tour 11      | 2010           | PS3, Wii, Xbox 360, iPhone OS                                                 |
| Tiger Woods PGA Tour 12      | 2011           | Wii, PS3, Xbox 360                                                            |
| Tiger Woods PGA Tour 13      | 2012           | PS3, Xbox 360                                                                 |
| Tiger Woods PGA Tour 14      | 2013           | PS3, Xbox 360                                                                 |
| Rory McIlroy PGA Tour        | 2015           | PS4, Xbox One                                                                 |